# Rolf Dohmen
Rolf Dohmen (* 4. April 1952 in Kreuzau) ist ein ehemaliger deutscher Fußballspieler und war von 2002 bis 2009 Manager des Karlsruher SC.

## Karriere

### Laufbahn als Spieler
Dohmen spielte als Abwehrspieler für den SC Fortuna Köln (1975–78, 72 Spiele), den Karlsruher SC (1978–82, 141 Spiele) und den SV Darmstadt 98 (1982–85, 94 Spiele). Er absolvierte 59 Spiele in der Fußball-Bundesliga, schoss ein Tor, sah zehn gelbe und eine rote Karte. In der 2. Bundesliga bestritt er 94 Spiele und schoss sieben Tore. 

### Laufbahn als Sportmanager
Nachdem Dohmen 1985 in Darmstadt seine Profilaufbahn beendet hatte, kehrte er dem Fußball für elf Jahre den Rücken und war fortan in der Geschäftsführung der deutschen Zweigstelle von Nike tätig. Im April 1999 gründete Dohmen zusammen mit Thomas Kroth die Pro Profil Sportmarketing + Entertainment GmbH, Neu-Isenburg, als Tochter der von Kroth alleine geführten Pro Profil Gesellschaft für individuelles Karrieremanagement mbH, Dortmund. In dem Entertainment-Unternehmen war Dohmen bis Juni 2000 für die Sponsorenakquise für Sportler und Künstler zuständig. 
Im Juli 2000 trat er beim damaligen Erstligisten Eintracht Frankfurt seine neue Stelle als Sportdirektor an. Am 27. Februar 2001, nach einer 1:5-Heimniederlage gegen den 1. FC Köln, wurde der damalige Frankfurter Trainer Felix Magath entlassen und Dohmen übernahm mangels eines Nachfolgers die Aufgabe als Interimstrainer des Vereins. Mit Friedel Rausch wurde erst nach zehn Spielen ein neuer Trainer gefunden. Nachdem Eintracht Frankfurt am Saisonende die Klasse nicht halten konnte, wurde Dohmen im Mai 2001 als Sportdirektor entlassen.
Im Mai 2002 wurde Dohmen als Manager beim Karlsruher SC eingestellt, bei dem er zuvor schon als Spieler aktiv war. Zusammen mit Präsident Hubert H. Raase konnte er einen wirtschaftlichen Aufschwung einleiten und den Verein erfolgreich sanieren: Waren im Lizenzierungsverfahren für die Spielzeiten 2003/04 und 2004/05 noch enorme finanzielle Kraftakte notwendig, bekamen die Karlsruher die Lizenz für die Saison 2005/06 nur noch mit geringen Auflagen. Nach dem Aufstieg in die 1. Fußball-Bundesliga erhielt der Verein die Lizenz für die Spielzeit 2007/08 erstmals seit dem Abstieg in die Regionalliga Süd im Jahr 2000 ohne Auflagen.
Dohmens Bild in der Öffentlichkeit bekam nach der Entlassung von Lorenz-Günther Köstner als damaligen Cheftrainer des Karlsruher SC erste Kratzer. Der Verein war im Januar 2005 auf der Suche nach Ersatz mit Reinhold Fanz fündig geworden. Der Vorstandsvorsitzende des KSC-Hauptsponsors EnBW – Utz Claassen – war jedoch auf Grund von Vorfällen zwischen Fanz und ihm während ihrer gemeinsamen Zeit bei Hannover 96 gegen die getroffene Trainerwahl. Der KSC sah sich gezwungen, Fanz nach sieben Tagen wieder zu entlassen, um den Sponsorenvertrag mit der EnBW nicht zu verlieren. Dohmen wurde dabei nachgesagt, er hätte als einer der Verantwortlichen bei der Trainersuche, schon vor der Verpflichtung Fanz' über die Vorgeschichte zwischen Claassen und Fanz Bescheid gewusst. Dohmen erklärte dagegen in der ZDF-Sendung Das aktuelle Sportstudio, dass ihm damals nichts von einer gerichtlichen Auseinandersetzung der beiden bekannt gewesen sei. Zu einem weiteren Eklat kam es im März 2009, als Dohmen dem ehrenamtlichen Verwaltungsratsmitglied Lepore drohte, ihn umzubringen. Lepore forderte genauere Auskünfte zum gerade getätigten Vertragsabschluss mit dem neuen KSC Ausrüster Nike, dem früheren Arbeitgeber von Dohmen. Dohmen sah sich dem Verdacht ausgesetzt, Schmiergeld bezogen zu haben.
Nach der Wahl des neuen KSC-Präsidiums um Paul Metzger im Herbst 2009, kündigte Rolf Dohmen an, seinen bis zum Juni 2010 laufenden Arbeitsvertrag nicht mehr verlängern zu wollen. Im Dezember 2009 wurde Dohmen vom Karlsruher SC freigestellt. Einige Monate später klagte Rolf Dohmen vor dem Arbeitsgericht Punkt- und Siegprämien ein, deren Zahlung für den Zeitraums seiner Freistellung ausgesetzt wurde. Das Gericht sah eine entsprechende Klausel in Dohmens Vertrag als unangemessene Benachteiligung und gab Dohmens Klage statt.

## Erfolge

### Erfolge als Spieler
- Platz 10 in der 1. Bundesliga – 1980/81 mit Karlsruher SC
- Platz 7 in der 2. Bundesliga – 1982/83 mit SV Darmstadt 98

### Erfolge als Manager
- Aufstieg in die 1. Bundesliga mit dem Karlsruher SC
- Erhalt der Lizenz ohne Auflagen